# Lampi (singolo)
Lampi è un singolo del cantautore italiano Holden, pubblicato il 27 gennaio 2023.

## Descrizione
Il brano è scritto, composto e prodotto dallo stesso cantautore.

## Video musicale
Il visual video è stato pubblicato in concomitanza all'uscita del brano attraverso il canale YouTube del cantautore.

## Tracce
Testi e musiche di Joseph Carta.
1. Lampi – 2:59